# Ida Holz
Ida Holz Bard (Montevidéu, 30 de janeiro de 1935) é uma engenheira, cientista da computação, professora e pesquisadora uruguaia, conhecida como uma pioneira no campo da computação e da Internet.